# Anomophysis majerorum
Anomophysis majerorum là một loài bọ cánh cứng trong họ Cerambycidae.